# グッド・オーメンズ (テレビドラマ)
『グッド・オーメンズ』（英: Good Omens）は、ニール・ゲイマンとテリー・プラチェット共著の同名小説に基づくテレビドラマシリーズである。

## 概要
シーズン1はアマゾン・スタジオとBBC Studiosによって共同製作され、監督はダグラス・マッキノンが、脚本はニール・ゲイマンが務めた。6話からなるシリーズは2019年5月31日にAmazonビデオで配信され、その後2020年1月15日よりBBC Twoで放送されている。
2021年6月、シーズン2の製作が発表された。2023年7月28日にAmazonで配信された。
最終シーズン3の製作が決定したが、その後、90分間のテレビ映画として制作されることになった。

## あらすじ

### シーズン1のあらすじ
現代のイギリスを舞台とする。天使と悪魔たちはともにハルマゲドンの準備を進めているが、6000年前の世界創造以来地上の生活に馴染み、人間の文化を愛している天使のアジラフェルと悪魔のクロウリーは、世界の破壊を避けようと結託する。悪魔たちは、イギリス在住のアメリカ外交官ダウリング家に生まれた息子を、反キリストの子とすり替えようとするが、誤ってヤング家の息子アダムとすり替えてしまう。
11年後、アダムは成長し、ヨハネの黙示録の四騎士が集まり、天使と悪魔の軍団はともにハルマゲドンの実現を図る。アジラフェル、クロウリー、かつての魔女と魔女狩り軍の子孫は破滅を避けようとする。アダムはハルマゲドンを拒否し、父サタンの怒りにも従わず、世界の平和は守られる。アジラフェルとクロウリーは友情を継続する。

### シーズン2のあらすじ
究極の大天使ガブリエルが裸で記憶を失ってアジラフェルの書店に現れる。天国と地獄はともにガブリエルを探す。アジラフェルとクロウリーは奇跡を起こしてガブリエルを隠し、商店街の仲間であるニーナとマギーの恋愛を成就させるための奇跡だと偽装する。二人はガブリエルの記憶喪失の謎を追う。ガブリエルの居場所を知った地獄は悪魔たちを送りアジラフェルの書店を襲う。ガブリエルはハルマゲドンに反対したために記憶を消されて地上に追放されたことが分かる。記憶を取り戻したガブリエルは、密かに愛し合い協力して来た地獄の大公爵ベルゼブブとともに去る。クロウリーは秘めた愛をアジラフェルに告白するも受け入れられない。アジラフェルはガブリエルの後任として天国に戻る。

## 登場人物

### メイン
- クロウリー
  - 演 - デイヴィッド・テナント、日本語吹替 - 関俊彦
  - 創造以来、地上に住む悪魔。イブを誘惑し知恵の木の実を食べさせた蛇[5]。
- アジラフェル
  - 演 - マイケル・シーン、日本語吹替 - 山本兼平
  - クロウリー同様、創造以来地上に住む天使。楽園を追われるアダムとイブに、炎の剣を持たせた。
- ガブリエル
  - 演 - ジョン・ハム、日本語吹替 - 山寺宏一
  - 天国の勢力の指導者である究極の大天使[4]。
- アダム・ヤング
  - 演 - サム・テイラー・バック、日本語吹替 - 足立由夏
  - 反キリストの少年。

### リカーリング

#### 天国
- 神
  - 声 - フランシス・マクドーマンド、日本語吹替 - 葛城ゆい (S1)
- ミカエル
  - 演 - Doon Mackichan
  - 大天使。
- ウリエル
  - 演 - Gloria Obianyo
  - 大天使。
- サラカエル
  - 演 - Liz Carr
  - 大天使。
- 戦争
  - 演 - ミレイユ・イーノス
  - ヨハネの黙示録の四騎士。(S1)
- 汚染
  - 演 - Lourdes Faberes、日本語吹替 - 和優希
  - ヨハネの黙示録の四騎士。(S1)
- 飢饉
  - 演 - Yusuf Gatewood、日本語吹替 - 大浪嘉仁
  - ヨハネの黙示録の四騎士。(S1)
- 死
  - 演 - ブライアン・コックス
  - ヨハネの黙示録の四騎士[6](S1)
- メタトロン
  - 演 - デレク・ジャコビ、日本語吹替 - 宮内敦士
  - ユダヤ教の天使。
- ムリエル
  - 演 - Quelin Sepulveda
  - 天国では書記を勤め、地上では警官に偽装する階級の低い天使。(S2)

#### 地獄
- サタン
  - 声 - ベネディクト・カンバーバッチ、日本語吹替 - 山岸治雄 (S1)

- ハスター
  - 演 - ネッド・デニー、日本語吹替 - 菅生隆之
  - 地獄の公爵。(S1)
- リガー
  - 演 - アリヨン・バカレ[訳語疑問点]、日本語吹替 - 山岸治雄
  - 地獄の公爵。(S1)
- ベルゼブブ
  - 演 - アンナ・マックスウェル・マーティン(S1)、シェリー・コン(S2)日本語吹替 - 鶴田真希
  - 地獄の勢力の指導者。(S2)
- シャックス
  - 演 - ミランダ・リチャードソン
  - クロウリーの後任の地区担当の悪魔。(S2)

#### 地上

##### シーズン1
- 配達人
  - 演 - サイモン・メレルズ
  - ヨハネの黙示録の四騎士を召喚する。

- アグネス・ナッター
  - 演 - ジョージー・ローレンス（英語版）
  - 17世紀の予言者。
- アナセマ・デヴァイス
  - 演 - アドリア・アルホナ、日本語吹替 - 藤本喜久子
  - アグネス・ナッターの子孫。
- シャドウェル軍曹
  - 演 - マイケル・マッキーン、日本語吹替 - 西村知道
  - 現代の魔女狩り軍の生き残り。
- ニュートン・パルシファー
  - 演 - ジャック・ホワイトホール、日本語吹替 - 平川大輔
  - アグネス・ナッターを火あぶりにした魔女狩り軍のパルシファー少佐の子孫[5]。
- マダム・トレーシー
  - 演 - ミランダ・リチャードソン、日本語吹替 - 野村須磨子
  - 霊媒にして娼婦、シャドウェル軍曹の家主。
- アーサー・ヤング
  - 演 - ダニエル・メイズ、日本語吹替 - 後藤敦
  - アダムの父。
- デアドラ・ヤング
  - 演 - シャーン・ブルック、日本語吹替 - 有賀由樹子
  - アダムの母。
- ペッパー
  - 演 - アマ・リス、日本語吹替 - 市邑咲
  - アダムの友達。
- ブライアン
  - 演 - イアン・ガルコフ、日本語吹替 - 寺井沙織
  - アダムの友達。
- ウェンズリーデイル
  - 演 - アルフィー・テイラー、日本語吹替 - 有賀由樹子
  - アダムの友達。
- ウォーロック・ダウリング
  - 演 - サムソン・マラッチーノ、日本語吹替 - かどたにまみ
  - アダムと同日に生まれたアメリカ外交官の息子。
- タデウス・ダウリング
  - 演 - ニック・オファーマン
  - イギリス在住のアメリカ外交官、ウォーロックの父。
- ハリエット・ダウリング
  - 演 - ジル・ウィンターニッツ、日本語吹替 - 鶴田真希
  - タデウスの妻、ウォーロックの母。
- シスター・ロカーシャス
  - 演 - ニーナ・ソサーニャ（英語版）
  - ダウリング家の赤子を反キリストの子とすり替えることを託された尼僧。
- ウィリアム・シェークスピア
  - 演 - リース・シェアスミス
  - イギリスの著名な詩人にして劇作家。
- ハーモニーとグロジアー
  - 演 - スティーヴ・ペンバートン（グロジアー）とマーク・ゲイティス（ハーモニー）、日本語吹替 - 山岸治雄（グロジアー）
  - 謎の書店主。
- ヴィンセント船長
  - 演 - デヴィッド・モリッシー
  - クルーズ船の船長。

##### シーズン2
- マギー
  - 演 - Maggie Service
  - ウィックバー通りのレコード店主でアジラフェルの店子。
- ニーナ
  - 演 -Nina Sosanya
  - ウィックバー通りのカフェ店主。

## エピソード

### シーズン1
| 通算 話数 | シーズン 話数 | タイトル                                                 | 監督                 | 脚本             | 公開日        |
| --- | ------------- | -------------------------------------------------------- | -------------------- | ---------------- | ------------- |
| 1 | 1             | "天使と悪魔" "In the Beginning"                          | ダグラス・マッキノン | ニール・ゲイマン | 2019年5月31日 |
| 11年後に起こるハルマゲドンのために、悪魔たちはイギリス在住のアメリカ外交官ダウリング家に生まれた息子ウォーロックを反キリストの子とすり替えようとする。しかし悪魔崇拝者の修道女が誤って、関係のないヤング家の息子アダムとすり替えてしまう。地上の生活に馴染み、世界の終りをもたらすハルマゲドンを避けたい天使のアジラフェルと悪魔のクロウリーは密かに結託してウォーロックを悪にも善にも偏らないように見守ることにし、それぞれがナニーと庭師としてダウリング家に勤めることに。しかしその6年後になってはじめて、２人は違う子供を見守っていたことに気が付く。解き放たれた地獄の番犬はウォーロックではなくアダムのもとへ来て主人の命令を聞こうとするが、アダムが「ドッグ」と名付けたことで小型犬に姿を変える。 |               |                                                          |                      |                  |               |
| 2 | 2             | "予言書" "The Book"                                      | ダグラス・マッキノン | ニール・ゲイマン | 2019年5月31日 |
| 天使たちと悪魔たちは、それぞれハルマゲドンを求めてアジラフェルとクロウリーをせかす。ヨハネの黙示録の四騎士の"戦争"は世界の終りが近いとのメッセージを受け取る。17世紀、予言者のアグネス・ナッターは魔女狩り軍に火あぶりにされるが、子孫に予言書を残す。現在、アグネスの子孫のアナセマ・デヴァイスはアメリカに住んで予言書を研究し、イギリスに来て反キリストを探す。一方、かつてアグネスを殺したパルシファー少佐の子孫のニュートン・パルシファーは魔女狩り軍のシャドウェル軍曹に勧誘される。ニュートンはシャドウェルの家を訪ねて家主のマダム・トレーシーに会う。アジラフェルとクロウリーはほんとうの反キリストを捜すために彼が生まれた病院に行くが、かつて起こった火事のために出産記録は失われ、現在はサバイバルゲーム場と化していた。アダムと友人たちは近所に住むアナセマと知り合う。アジラフェルとクロウリーの車はアナセマを轢く。アジラフェルはアナセマの置き忘れたアグネス・ナッターの予言書から”反キリスト”アダム・ヤングの名前と住所を知る。 |               |                                                          |                      |                  |               |
| 3 | 3             | "不和" "Hard Times"                                      | ダグラス・マッキノン | ニール・ゲイマン | 2019年5月31日 |
| 6000年前の楽園追放、ノアの箱舟、キリストの処刑、アーサー王の時代、フランス革命、ロンドン空襲などの歴史上の出来事を通じて、アジラフェルとクロウリーの友情が描かれる。現在、アダムは本をなくしたアナセマを慰める。アジラフェルは反キリストを見失ったことをガブリエルらに報告するが無視され、疑いを招く。アジラフェルとクロウリーはそれぞれシャドウェル軍曹にアダムの調査を依頼し、ニュートンが送りこまれる。四騎士の"飢饉"はメッセージを受け取る。夜、アダムの力で原子炉が消えてレモン飴に変わる。 |               |                                                          |                      |                  |               |
| 4 | 4             | "遊びの時間" "Saturday Morning Funtime"                  | ダグラス・マッキノン | ニール・ゲイマン | 2019年5月31日 |
| アダムは強大な力を発揮し始める。彼が信じたことが現実となり、アトランティスが浮上し、宇宙人が着陸し、クラーケンが現れ、アダムは友達を支配する。四騎士の"汚染"と"死"もメッセージを受け取る。アジラフェルは戦争を避けるようガブリエルを説得しようとして失敗し、クロウリーと会っていたことを知られてしまう。ニュートンはアダムの町タッドフィールドに来て事故を起こし、アナセマの家で手当てを受けてアダムが反キリストであると打ち明け、二人は結ばれる。地獄の公爵のハスターはメギドでウォーロック・ダウリングに会い、彼が反キリストではないことを知る。ハスターとリガーは裏切られたことに気づいてクロウリーを襲うが、クロウリーはアジラフェルから貰った聖水でリガーを殺しハスターを閉じ込める。アジラフェルはメタトロンを召喚して戦争を避けることを相談するが取り合ってもらえない。シャドウェル軍曹はアジラフェルの書店に来て彼の悪魔祓いを試み、アジラフェルは天国に上らされ、書店は火事になる。                                                     |               |                                                          |                      |                  |               |
| 5 | 5             | "世界は私に懸かってる" "The Doomsday Option"             | ダグラス・マッキノン | ニール・ゲイマン | 2019年5月31日 |
| 世界の破滅が迫る。クロウリーは燃え落ちたアジラフェルの書店でアグネスの予言書を拾う。アジラフェルは霊の姿でタッドフィールドのアメリカ空軍基地に向かうようクロウリーに言う。クロウリーは炎の輪と化した高速道路M25を抜けて基地に向かう。アジラフェルはマダム・トレーシーに憑依し、シャドウェルとともに基地に向かう。ニュートンとアナセマも基地に向かう。アダムは反キリストの力を発揮するが、友達が脅えるのを見て自分を取り戻し、友達とともに基地に入る。四騎士は基地に入り、世界の通信網を支配して戦争と汚染を始めようとする。 |               |                                                          |                      |                  |               |
| 6 | 6             | "2つの顔" "The Very Last Day of the Rest of Their Lives" | ダグラス・マッキノン | ニール・ゲイマン | 2019年5月31日 |
| アダムの3人の友人は炎の剣で死を除く3騎士を倒す。ニュートンとアナセマは核戦争を回避する。ガブリエルとベルゼブブはハルマゲドンの再開をアダムに求めるが拒否される。サタンが地上に現れるが、アダムに拒否されて消え去る。アダムは世界を元に戻し、アジラフェルの書店もクロウリーの車も無事となる。天使たちと悪魔たちは裏切り者のアジラフェルとクロウリーを裁いてそれぞれ炎と聖水による消去刑に処するが、予言に従って外見を交換していた二人は生き延びて解放される。シャドウェルとマダム・トレーシーは二人で新生活を始めることにする。アナセマはアグネスの予言書の続編を受け取るが、焼却して予言を忘れることにする。アジラフェルとクロウリーは昼食を共にして友情を確認する。 |               |                                                          |                      |                  |               |

### シーズン2
| 通算 話数 | シリーズ 話数 | タイトル                              | 監督                 | 脚本                                | 公開日        |
| --- | ------------- | ------------------------------------- | -------------------- | ----------------------------------- | ------------- |
| 7 | 1             | "到着" "The Arrival"                  | ダグラス・マッキノン | ニール・ゲイマン and John Finnemore | 2023年7月28日 |
| 創世記に天使クロウリーは宇宙を創るが、星々が人間の娯楽にしか役立たず6000年後には破壊されるとアジラフェルに言われて失望する。現在、裸で記憶を無くした大天使ガブリエルが、ハエの入った箱を持ってアジラフェルの書店に現れる。動揺したクロウリーの引き起こした停電で、レコード店主のマギーはニーナのカフェに閉じ込められる。天国では大天使たちが、地獄ではベルゼブブが失踪したガブリエルを探す。アジラフェルとクロウリーは小さな奇跡を起こしてガブリエルを隠す。だが天国は奇跡の発現に気づく。 |               |                                       |                      |                                     |               |
| 8 | 2             | "手がかり" "The Clue"                 | ダグラス・マッキノン | ニール・ゲイマン and John Finnemore | 2023年7月28日 |
| 紀元前2500年、天国はヨブの信仰を試すことにし、地獄がヨブに苦難を与えるためクロウリーを派遣する。アジラフェルはクロウリーと組んで他の天使たちを欺き、ヨブの子供たちを一時的に蜥蜴に変身させて死から救う。神の意志を曲げたことに思い悩む。現在、ウリエル、ミカエル、サリエルの大天使たちがアジラフェルの書店を訪れるが、ジムと名乗るガブリエルに気づかない。マギーはニーナに想いをよせる。アジラフェルはガブリエルの記憶喪失の謎につながるレコードが、エディンバラのパブ「死体盗掘人」のジュークボックスにあったと知る。 |               |                                       |                      |                                     |               |
| 9 | 3             | "行き着く先" "I Know Where I'm Going" | ダグラス・マッキノン | ニール・ゲイマン and John Finnemore | 2023年7月28日 |
| 1827年、アジラフェルとクロウリーは、エディンバラのガブリエルの像がある墓場で貧しい死体盗掘人のエルスペスに会う。アジラフェルは盗掘を邪魔しようとするも、医者から医学の進歩のために死体を買うと説明されて変心する。一緒に墓場から死体を盗掘しようとするも、エルスペスの友人のモーラグが罠にかかって死ぬ。エルスペスは友人の死体を医者ダルリンプルに売った後で自殺を図るもクロウリーが止め、大金を渡して善い人生を送るよう諭す。現在、低級の天使ムリエルが地上に送られ警官に化ける。アジラフェルはマギーとニーナの恋のために奇跡を起こしたとムリエルをだます。クロウリーは嵐を起こして二人の恋の成就を図る。友人の悪魔シャックスはクロウリーがガブリエルを匿っていると感づき、ベルゼブブが怒っている忠告する。アジラフェルはエディンバラのパブ「死体盗掘人」に行き、ガブリエルが同行者と店に来てからジュークボックスから同じ曲ばかり流れるようになったと聞く。             |               |                                       |                      |                                     |               |
| 10 | 4             | "ヒッチハイカー" "The Hitchhiker"     | ダグラス・マッキノン | ニール・ゲイマン and John Finnemore | 2023年7月28日 |
| 1941年、地獄の下級悪魔のフルフルが昇進を図り、死んだばかりのナチスの3人のスパイをゾンビとして地上に戻す。アジラフェルとクロウリーが協力する証拠写真を撮るも、アジラフェルが写真をすり替えて事なきを得る。現在、ロンドンに戻るアジラフェルの車にシャックスがヒッチハイクして、ガブリエルが書店にいることを察知する。ベルゼブブに報告し、軍団を率いて書店を襲撃する計画を立てる。 |               |                                       |                      |                                     |               |
| 11 | 5             | "舞踏会" "The Ball"                   | ダグラス・マッキノン | ニール・ゲイマン and John Finnemore | 2023年7月28日 |
| アジラフェルはニーナとマギーの恋を成就させるため、ウィックバー通り商店街の月例会の名目で自分の店で舞踏会を催す。ガブリエルの身柄を望むシャックスは悪魔たちを率いて店を襲う。ガブリエルは自ら進んで店の外に出るが、アジラフェルの起こした奇蹟のため、シャックスは大天使だと気づかない。クロウリーは悪魔が守るべき規定をでっち上げて人間たちを店から避難させるも、ニーナとマギーは残る。クロウリーは警官のふりをするムリエルに犯罪を告白して自分を逮捕させ、天国に護送させる。 |               |                                       |                      |                                     |               |
| 12 | 6             | "エヴリデイ" "Every Day"              | ダグラス・マッキノン | ニール・ゲイマン and John Finnemore | 2023年7月28日 |
| クロウリーはムリエルと天国に行き、第二のハルマゲドンに反対したためにガブリエルの記憶が消されて地上に追放されたことを知る。地上ではアジラフェル、マギー、ニーナがシャックス率いる悪魔たちと戦い退ける。アジラフェルは光輪を使って地獄に宣戦布告してしまい、天国と地獄の指導者たちが書店に集まる。ガブリエルは箱に入っていたハエから記憶を取り戻し、ベルゼブブと一緒にハルマゲドンを避けようとするうちに愛を育んだことを思い出す。二人は天国と地獄を捨ててアルファケンタウリに行く。メタトロンが店に現れ、アジラフェルにガブリエルの後任の究極の大天使の地位と、クロウリーを天使に戻す権限を与える。ニーナとマギーに諭され、クロウリーはアジラフェルに愛を告白し、ガブリエルとベルゼブブのように天国と地獄を捨てようと誘う。アジラフェルは断り、一人で地上を離れ天国に行く。ムリエルが書店を引き継ぐ。メタトロンは、「キリストの再臨」が次の段階だとアジラフェルに告げる。 |               |                                       |                      |                                     |               |

## 原作
- ニール・ゲイマン、テリー・プラチェット『グッド・オーメンズ』金原瑞人, 石田文子訳. 角川書店 2007.　のち文庫